# 旭川市立中央中学校
旭川市立中央中学校（あさひかわしりつ ちゅうおうちゅうがっこう）は、北海道旭川市に所在する公立中学校である。
近年の生徒数減少のため、旭川市立常盤中学校（旧：市立第五中学校）、旭川市立聖園中学校（旧：市立第六中学校）、旭川市立北都中学校（旧：市立第七中学校）の3校を統合し、2015年4月1日に開校した。校舎は、旭川市立常盤中学校の校舎跡地に建設されている。校名の由来は市内の中心部に位置することから。

## 概要

### 校章
校章は「中央中学校」の頭文字「C」を象った紺色の楕円が、統合した3つの中学校を表す緑色の三角形を取り囲み、その中心から未来に向かう光を表現したオレンジ色のグラデーションの3本の曲線が伸びているデザインである。このデザインは、美術科の授業で生徒が制作した作品を参考に同校教諭が制作したものを、旭川市教育委員会が委託したデザイナーが最終的に調整した上で、2014年6月15日に制定された。

### 教育目標
「次代を担う旭川人の育成」を教育目標として、以下の3つを掲げている。
1. 豊かな知性と確かな実践力
2. 笑顔と思いやりあふれる広い心
3. 健やかさと困難に打ち克つ粘り

## 沿革
- 1947年（昭和22年）5月：旭川市立第五中学校、旭川市立第六中学校、旭川市立第七中学校が開校。
- 1948年（昭和23年）
  - 旭川市立第五中学校が旭川市立常盤中学校に校名変更。
  - 旭川市立第六中学校が旭川市立聖園中学校に校名変更。
- 1949年（昭和24年）9月：旭川市立第七中学校が旭川市立北都中学校に校名変更。
- 1950年（昭和25年）
  - 7月15日 - 8月23日：道内では戦後初となる地方博覧会として、北海道開発大博覧会が常磐公園をメイン会場として開催される[5][6]。
  - 11月 - 常盤中学校の新校舎が建設され現地に移転。常盤公園内に建設された北海道開発大博覧会のパビリオンのいくつかが校舎に転用された[5]。
- 1960年（昭和35年）11月：旭川市立北門中学校新設に伴い、聖園中学校の一部生徒・教員が転出。
- 2011年（平成23年）6月：常盤中学校・聖園中学校・北都中学校の3校を統合し、新設校の校舎を常盤中学校の敷地に建設することとなる。
- 2012年（平成24年）12月：統合後の新設校の校名を「旭川市立中央中学校」とすることを決定[7][8]。新制服を制定[8]。
- 2013年（平成25年）4月：本年度の入学生徒から、統合前の3校の生徒が新制服を着用開始[8]。
- 2014年（平成26年）6月15日：新校章を制定[2]。
- 2015年（平成27年）
  - 3月31日：常盤中学校・聖園中学校・北都中学校の3校が、本校に統合され閉校[2]。
  - 4月1日：旭川市立中央中学校を新設[2]。

## 学校統合と新設の経緯
近年、学区が隣接する常盤中学校・聖園中学校・北都中学校の生徒数が減少したことから、これらの学校を統合させる計画が浮上。2010年10月の時点では宮下通り4〜5丁目付近に新設校を建設するとしていたが、新校舎の増改築などの利便性から、2011年6月に旭川市教育委員会は常盤中学校の敷地内に新校舎を建設する変更案を提示。同年7月の検討会議を経て、8月に常盤中学校の敷地に新設校舎を建設することを事実上決定した。
2012年12月に、旭川市教育委員会は新設校の校名を「旭川市立中央中学校」とすることを決定。また同時に新設校の制服も決定し「新設校において全員が同じ制服を着用できるように」との配慮から、統合対象の3校では2013年度入学の生徒から新制服が採用された。
しかし、聖園中学校の学区（特に新町地区や亀吉地区）から常盤中学校までは相当離れており、特に冬期には徒歩での通学が困難になることが予想されるため、聖園中学校の学区在住者を中心に反対運動も行われた。これに対しては、市がバス通学のための通学費補助を行う方針を示した。2012年時点では、市教委は2015年4月に新設校を開校する予定とし、上記の反対運動があることなどから開校までには紆余曲折が予想されたものの、予定通り2015年3月31日をもって3校は本校に統合されて閉校、同年4月1日に本校が新設された。